# The Mark, Tom and Travis Show (The Enema Strikes Back!)
The Mark, Tom and Travis Show: The Enema Strikes Back är ett livealbum av blink-182, släppt i Storbritannien den 6 november 2000 och i USA den 7 november 2000.

## Låtar på albumet
1. "Dumpweed"–2:53
2. "Don't Leave Me"–2:38
3. "Aliens Exist"–3:43
4. "Family Reunion" – 0:51
5. "Going Away to College"–3:40
6. "What's My Age Again?"–3:18
7. "Dick Lips"–3:35
8. "Blow Job" – 0:41
9. "Untitled"–3:07
10. "Voyeur"–3:28
11. "Pathetic"–2:51
12. "Adam's Song"–4:35
13. "Peggy Sue"–3:47
14. "Wendy Clear"–4:09
15. "Carousel"–3:38
16. "All the Small Things"–3:35
17. "Mutt"–3:39
18. "The Country Song"–1:00
19. "Dammit"–3:05
20. "Man Overboard"–2:46

- Spår 7; "Dick Lips" fick på grund av skivbolagscensur byta namn på skivan till "Rich Lips".
- Spår 8; "Blow Job" fick också på grund av skivbolagscensur byta namn på skivan till "Blew Job".